# 클램프
클램프(CLAMP)는 일본의 여성 만화가 집단이다. 오오카와 나나세(大川 七瀬), 모코나(もこな), 네코이 츠바키(猫井 椿), 이가라시 사쓰키(いがらし 寒月 이가라시 사쓰키[*])로 구성되어 있다.
클램프는 1980년대 중반 오사카에서 동인지 서클로 시작되었다. 초기 멤버는 현재 멤버를 포함하여 아키야마 타마요(秋山 たまよ), 히시카 소우시(日鷺総司), 오쿈(お・きょん), 나카모리 카즈에(中森かずえ), 이노우에 유즈루(井上譲), 나나오 세이(七穂せい), 오미 신야(大海神哉), 세이 리자(聖りいざ)로 모두 12명이었다. 1989년에 상경하여 《사우스(サウス)》 3호에 《성전(聖伝-RG VEDA-)》을 게재하면서 데뷔하였는데 상경하기 전에 5명이 탈퇴하여 7명이 되었고 《성전》을 작업하던 도중 아카야마 타마요와 나나오 세이, 세이 리자도 탈퇴하여 현재의 4명으로 활동하게 되었다. 아카야마 타마요와 세이 리자는 독자적으로 작품을 발표하기도 하였다.
2004년에 데뷔 15주년을 기념하여 멤버 모두가 필명을 바꾸고, 작품을 망라한 잡지 형식의 작품집인 《클램프의 기적(CLAMPノキセキ)》을 발행하였다. 오오카와는 이전 필명으로 돌아갔으나 다른 멤버는 변경한 필명을 유지하고 있다.

## 멤버

### 오카와 나나세(大川 七瀬)
- 전 필명 : 오카와 나나세(大川 七瀬) ⟶  오카와 아게하(大川 緋芭)
- 1968년 5월 2일에 오사카부에서 태어났다. 클램프의 리더이자 원작자이다. 편집자와 협상하고 판매를 계획하는 것도 오오카와의 역할이다. 클램프의 작품을 원작으로 하는 애니메이션의 각본에 참여하기도 한다.

### 모코나(もこな)
- 전 필명 : 모코나 아파파(もこな あぱぱ)
- 1968년 6월 16일에 교토부에서 태어났다. 클램프의 대부분의 시리즈의 작화를 담당하고 있다. 많은 이들이 클램프하면 모코나의 화려한 그림체를 떠올린다. 모코나는 작품에 등장하는 토끼와 비슷한 캐릭터 이름이기도 한데 《마법기사 레이어스(魔法騎士レイアース)》에서 처음 등장했고 현재 《츠바사 크로니클(ツバサ-RESERVoir CHRoNiCLE-)》과 《xxx홀릭(xxxHolic)》에도 등장하고 있다.

### 네코이 츠바키(猫井 椿)
- 전 필명 : 네코이 밋쿠(猫井 みっく)
- 1969년 1월 21일에 교토부에서 태어났다. 대부분의 작품에서 모코나의 어시스턴트를 하지만 《위시(Wish)》, 《좋으니까 좋아(すき。だからすき)》, 《합법 드러그(合法ドラッグ)》에서 작화를 담당하기도 하였다. 작품에 나오는 SD 캐릭터는 네코이 츠바키가 그린 것이다.

### 이가라시 사츠키(いがらし 寒月)
- 전 필명 : 이가라시 사츠키(五十嵐 さつき)
- 1969년 2월 8일에 교토부에서 태어났다. 모코나와 네코이 츠바키의 어시스턴트를 하고 있으며, 단행본을 디자인하고 있다. 요리 담당이기도 하다.

## 작품 목록
- 1989년
  - 《성전(聖伝-RG VEDA-)》(1989년 ~ 1996년)
  - 《20면상에게 부탁해(20面相におねがい!!)》(1989년 ~ 1991년)
- 1990년
  - 《동경 바빌론(東京BABYLON)》(1990년 ~ 1993년)
- 1991년
  - 《학원특경 듀칼리온(学園特警デュカリオン)》(1991년 ~ 1993년)
- 1992년
  - 《백희초(白姫抄)》(1992년)
  - 《CLAMP 학원 탐정단(CLAMP学園探偵団)》(1992년 ~ 1993년)
  - 《엑스(X)》(1992년 ~ , 연재 중단)
  - 《신춘향전(新・春香伝)》(1992년)
- 1993년
  - 《REX 공룡이야기(REX 恐竜物語)》(1993년)
  - 《이상한 나라의 미유키(不思議の国の美幸ちゃん)》(1993년 ~ 1995년)
  - 《내가 사랑하는 사람(わたしのすきなひと) 》(1993년 ~ 1995년)
  - 《마법기사 레이어스(魔法騎士レイアース)》(1993년 ~ 1995년)
- 1995년
  - 《마법기사 레이어스 2부(魔法騎士レイアース2)》(1995년 ~ 1996년)
  - 《위시(Wish)》(1995년 ~ 1998년)
- 1996년
  - 《카드캡터 사쿠라(カードキャプターさくら)》(1996년 ~ 2000년)
- 1997년
  - 《클로버(CLOVER)》(1997년 ~ , 연재 중단)
- 1999년
  - 《좋으니까 좋아(すき。だからすき)》(1999년 ~ 2000년)
  - 《엔젤릭 레이어(ANGELIC LAYER)》(1999년 ~ 2001년)
- 2000년
  - 《합법 드러그(合法ドラッグ)》(2000년 ~ ,연재 중단)
  - 《쵸비츠(ちょびっツ)》(2000년 ~ 2002년)
- 2003년
  - 《츠바사 크로니클(ツバサ-RESERVoir CHRoNiCLE-)》(2003년 ~ 2009년)
  - 《xxx홀릭(xxxHolic)》(2003년 ~ 2009년)
- 2006년
  - 《코바토.(こばと。)》(2006년 ~ )
- 2011
  - 《게이트 세븐(gate7。)》(2011년 ~ )
- 2013
  - 《xxx홀릭:려》
- 2014
  - 《츠바사 월드 크로니클》
- 2016
  - 《카드캡터 사쿠라 -클리어 카드 편-》